# Ilijaš (kommun)
Kommunen Ilijaš (bosniska: Općina Ilijaš, kyrillisk skrift: Општина Илијаш) är en kommun i kantonen Sarajevo i centrala Bosnien och Hercegovina. Kommunen hade 19 603 invånare vid folkräkningen år 2013, på en yta av 308,55 km².
Av kommunens befolkning är 92,59 % bosniaker, 2,15 % serber, 1,95 % kroater, 0,86 % bosnier och 0,63 % romer (2013).